# Vincent Cavanagh
Vincent Cavanagh (Liverpool, 29 de agosto de 1973) es un cantante y guitarrista inglés, más conocido como el fundador de la banda inglesa de doom metal Anathema.
Vincent se convirtió en el cantante de Anathema desde que Darren White se marchó del grupo, luego del EP Pentecost III. Es el hermano pequeño del otro guitarrista, Daniel Cavanagh, quien formó la banda con él a comienzos del 1990. También es el hermano gemelo de Jamie Cavanagh, bajista de la banda.
- Datos: Q2592227
- Multimedia: Vincent Cavanagh / Q2592227